# 阿提克阿里帕夏清真寺
阿提克阿里帕夏清真寺（土耳其語：Gazi Atik Ali Paşa Camii）是一座古老的奥斯曼帝国清真寺，位于土耳其伊斯坦布尔法提赫区的 Çemberlitaş 街区，靠近大巴扎的入口、狄奥多西广场以及古老的奴魯奧斯瑪尼耶清真寺。它由大維齊爾波斯尼亚太监阿提克·阿里帕夏兴建于1496年，苏丹巴耶塞特二世在位期间。